# Landrat-Lucas-Weg
Der Landrat-Lucas-Weg ist ein 24 Kilometer langer Bezirkswanderweg im Bergischen Land. Er führt von Leverkusen-Opladen über Leichlingen bis Solingen-Burg an der Wupper.
Geschaffen wurde der Wanderweg Ende der 1930er Jahre von dem Bezirk Bergisches Land des Sauerländischen Gebirgsverein und wurde dort als Bezirkswanderweg 5 geführt. Bis 2003 besaß der Weg das Wegzeichen >, wurde dann als ◇5 ummarkiert.
Der Wanderweg ist benannt nach Adolf Lucas, einem früheren Landrat des Landkreises Solingen, zu dem Opladen früher gehörte. Lucas hatte den Sitz des Kreises 1914 nach Opladen verlegt.
Sehenswürdigkeiten:
- Wupperschleife (NSG und Eisenbahn-/Fußgängerbrücke),
- Skulpturenpark Sinneswald in Wietsche,
- Murbachtal mit Wietscher Mühle,
- Schmerbachtal mit Schmerbachmühle,
- Ringwallanlage Motte Zoppesmur,
- Haus Fähr – Wupperbrücke – Abstecher ins Fachwerkdorf Untenrüden (Einkehrmöglichkeit),
- Hunde-Denkmal Rüdenstein
- Wanderpfad im steilen Wupperhang mit schönen Aussichtsstellen auf Obenrüden – Burg Hohenscheid (Solingen) – Balkhausen – Balkhauser Kotten und Glüder,
- naturnahe Wupper zwischen Haus Fähr und Wupperhof (NSG)
- Wupperstaustufe Wasserwerk Glüder bei Strohn (Solingen)
- Unterburg im Solinger Stadtteil Burg an der Wupper mit historischer Bausubstanz; Seilbahnstation für die Fahrt nach Schloss Burg; (Einkehrmöglichkeiten).

## Galerie

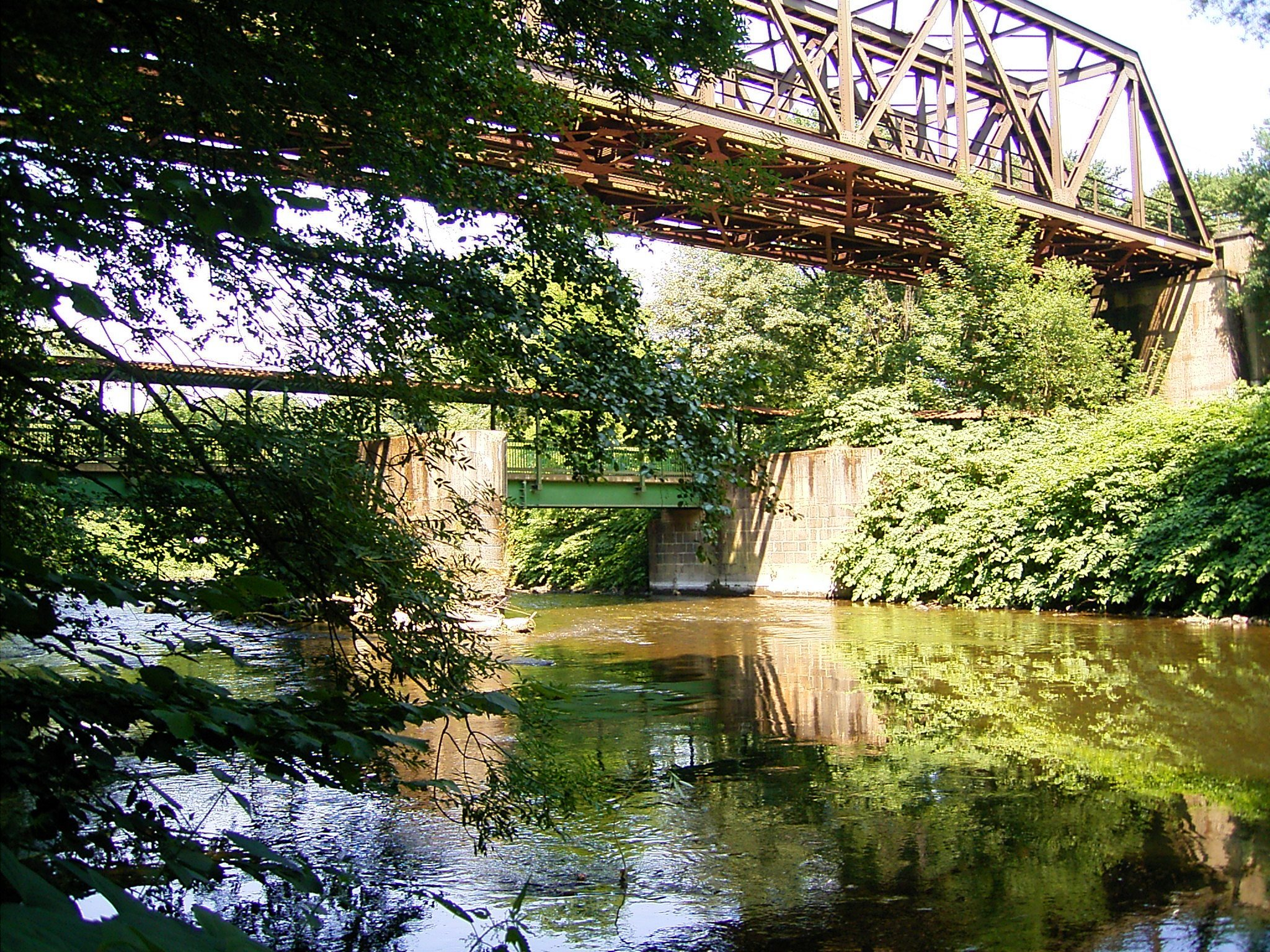
Eisenbahn- und Fußgängerbrücke Wupperschleife
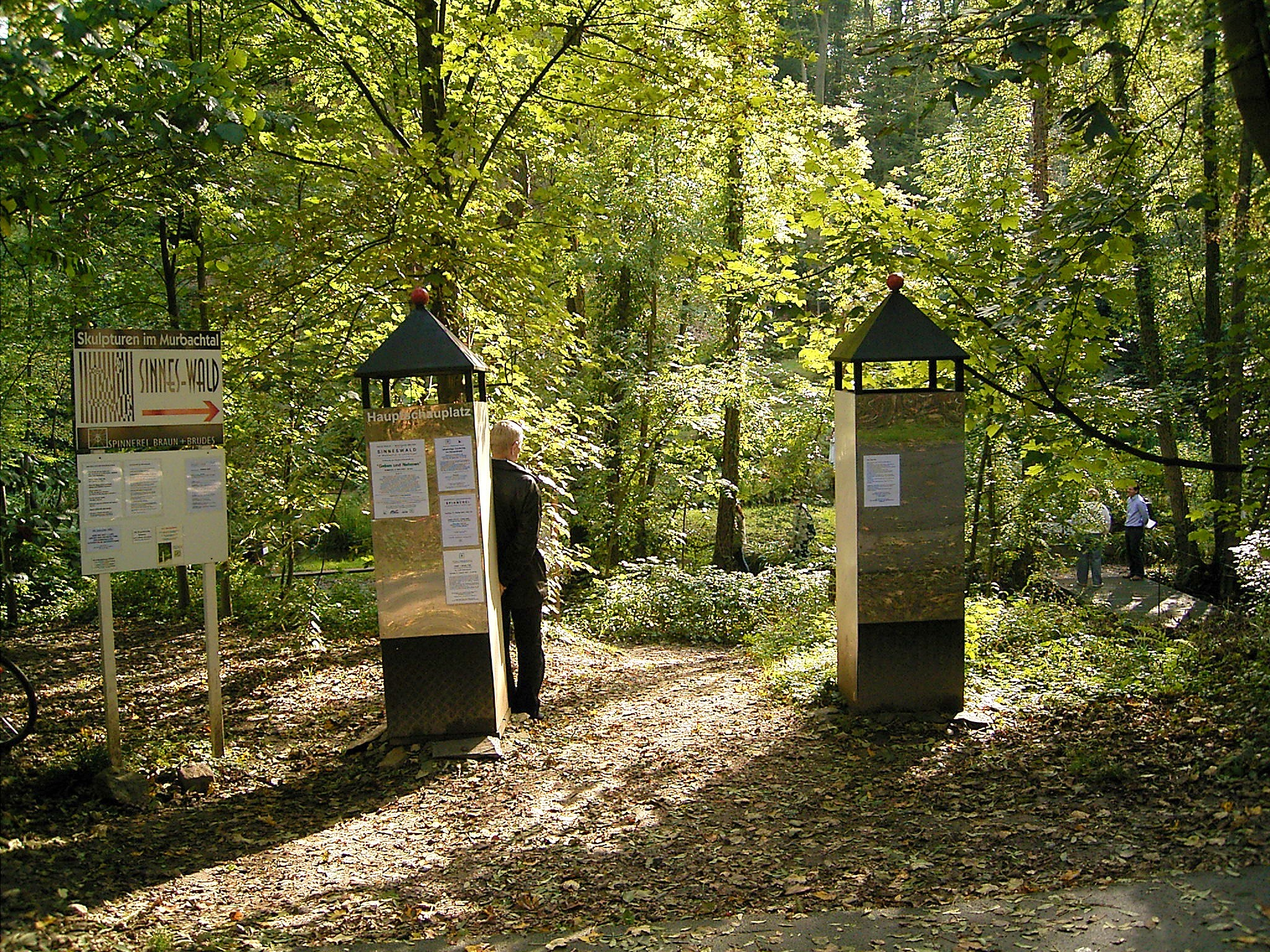
Skulpturenpark Sinneswald
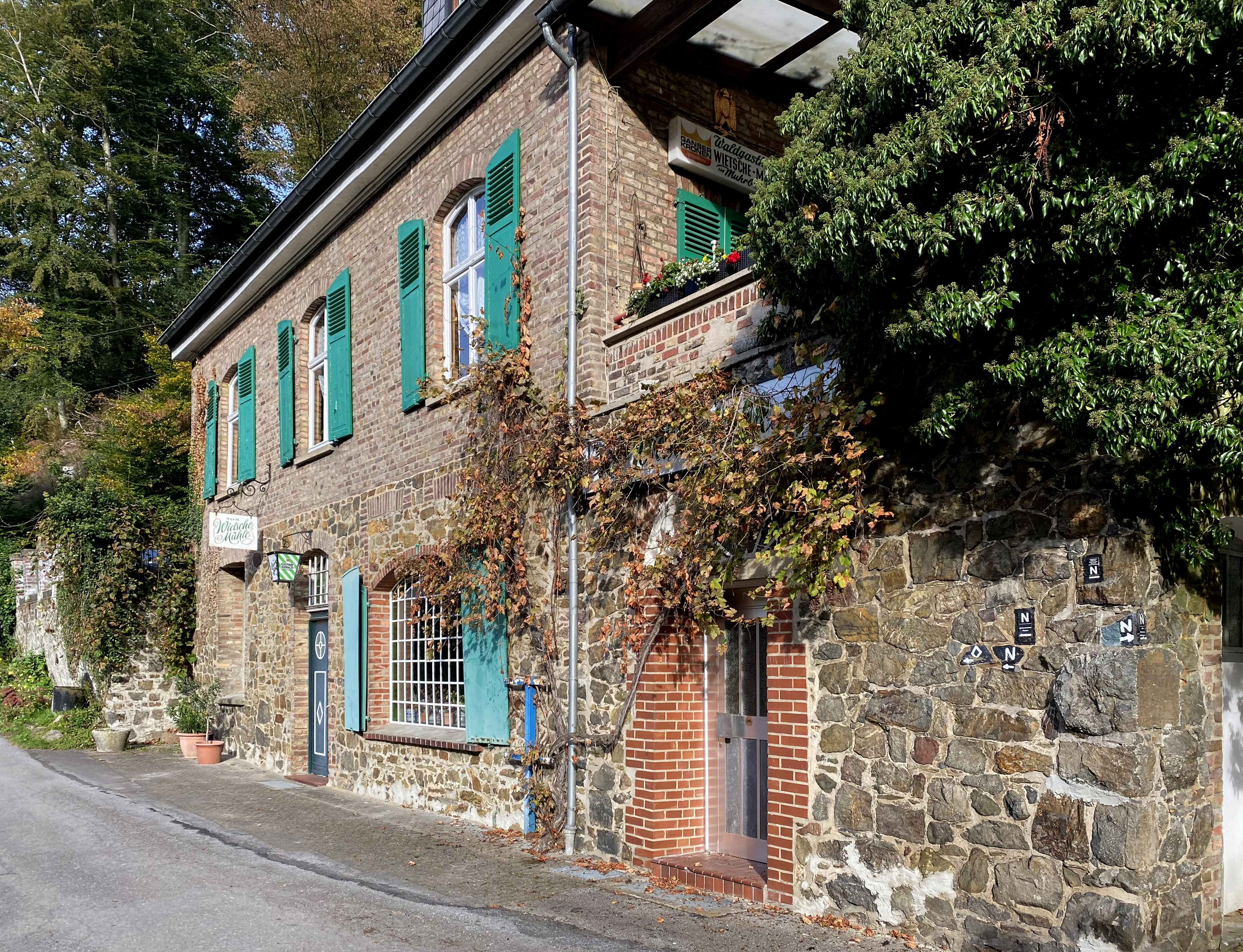
Wietscher Mühle in Wietsche
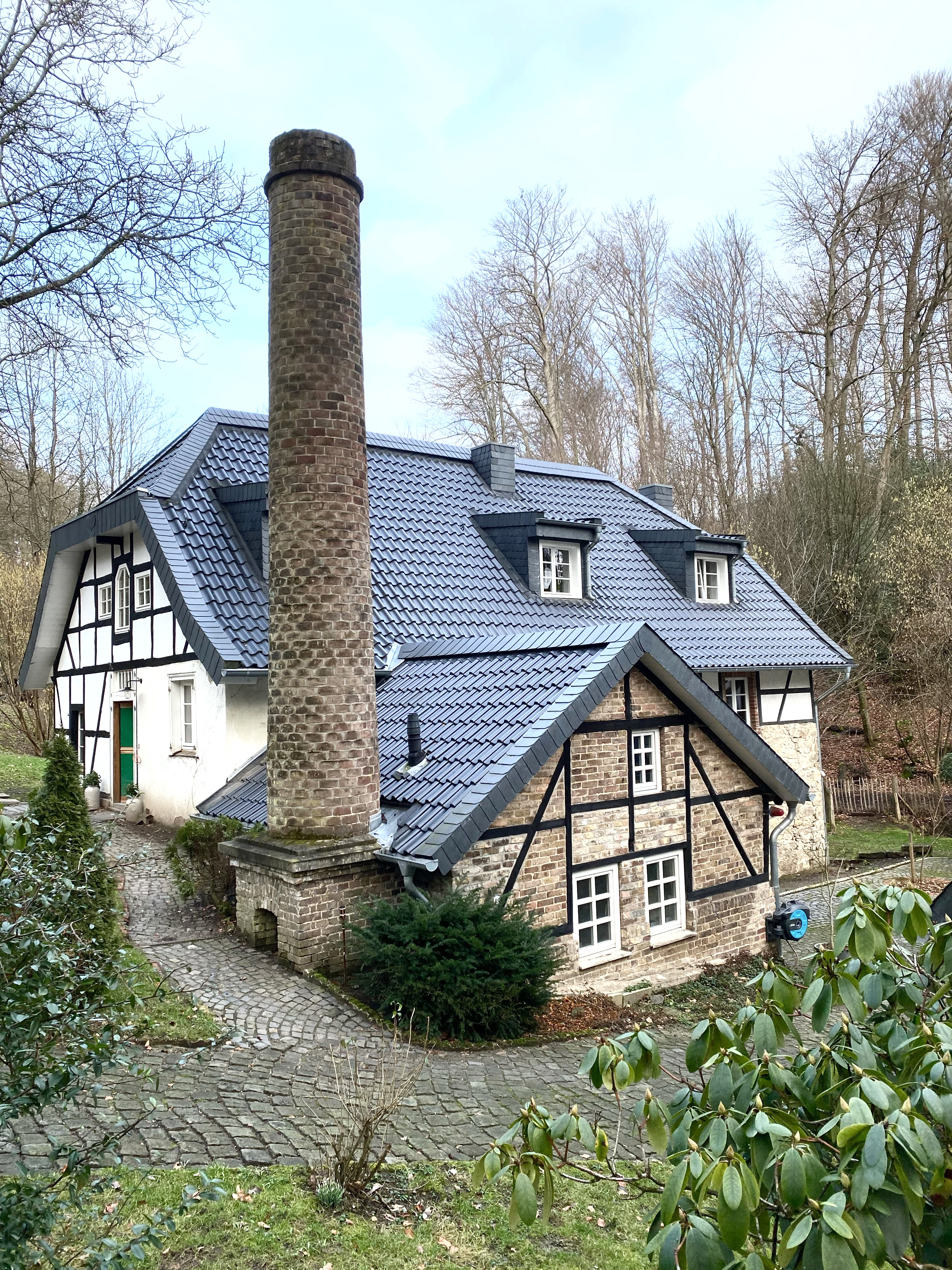
Schmerbach-Mühle
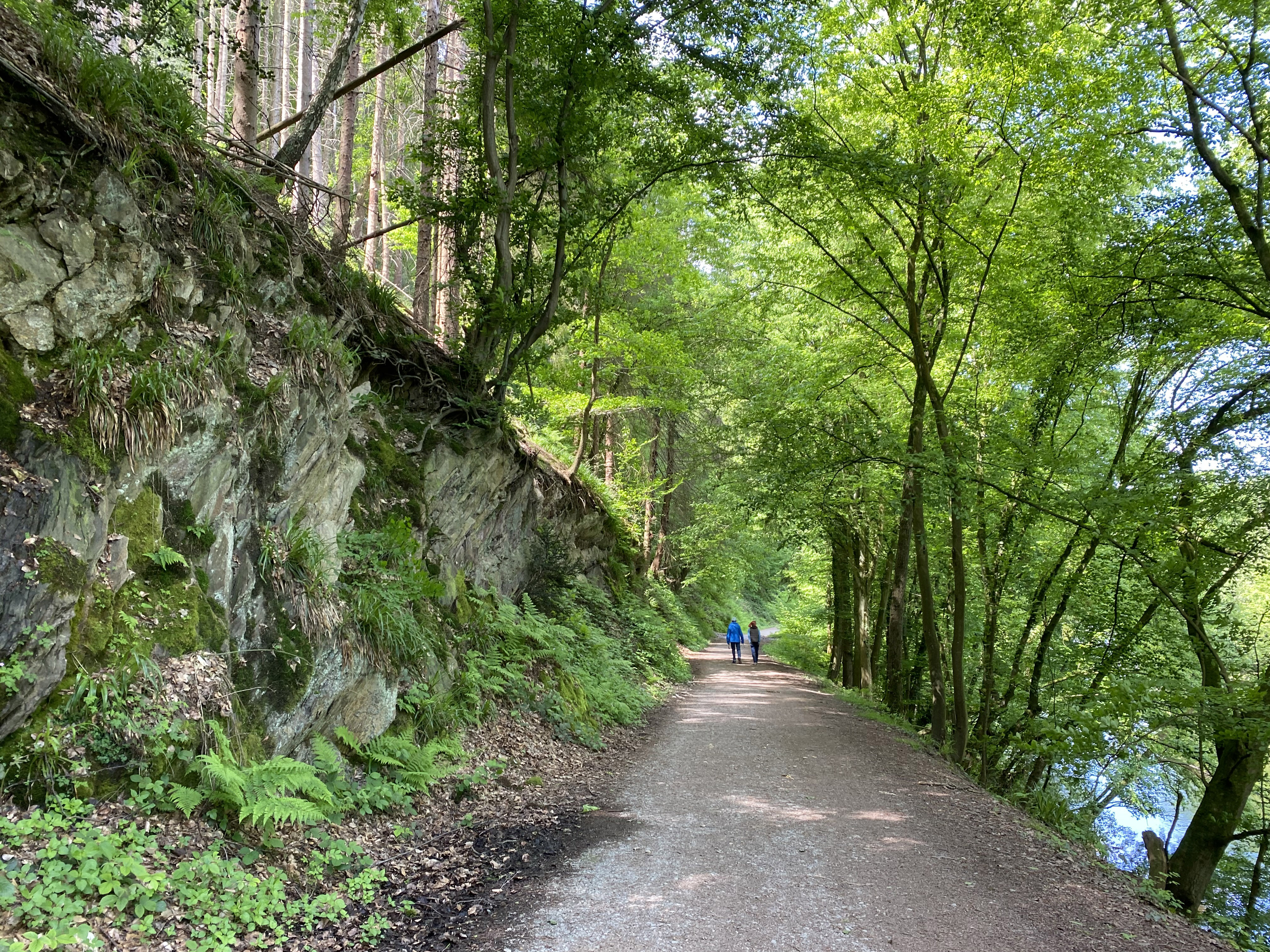
Landrat-Lucas-Weg zw. Wupper und Steilhang
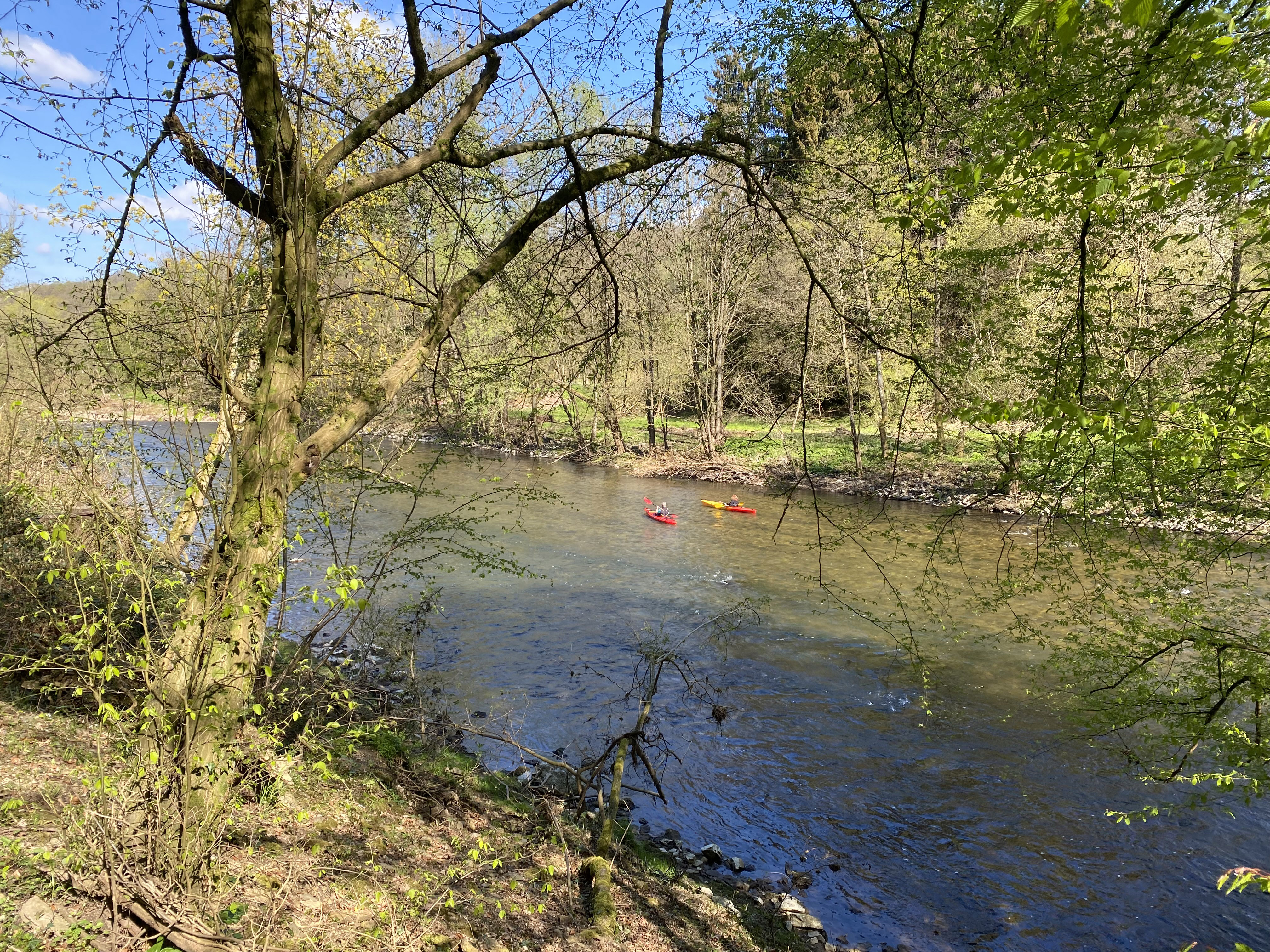
Wupper bei Friedrichstal
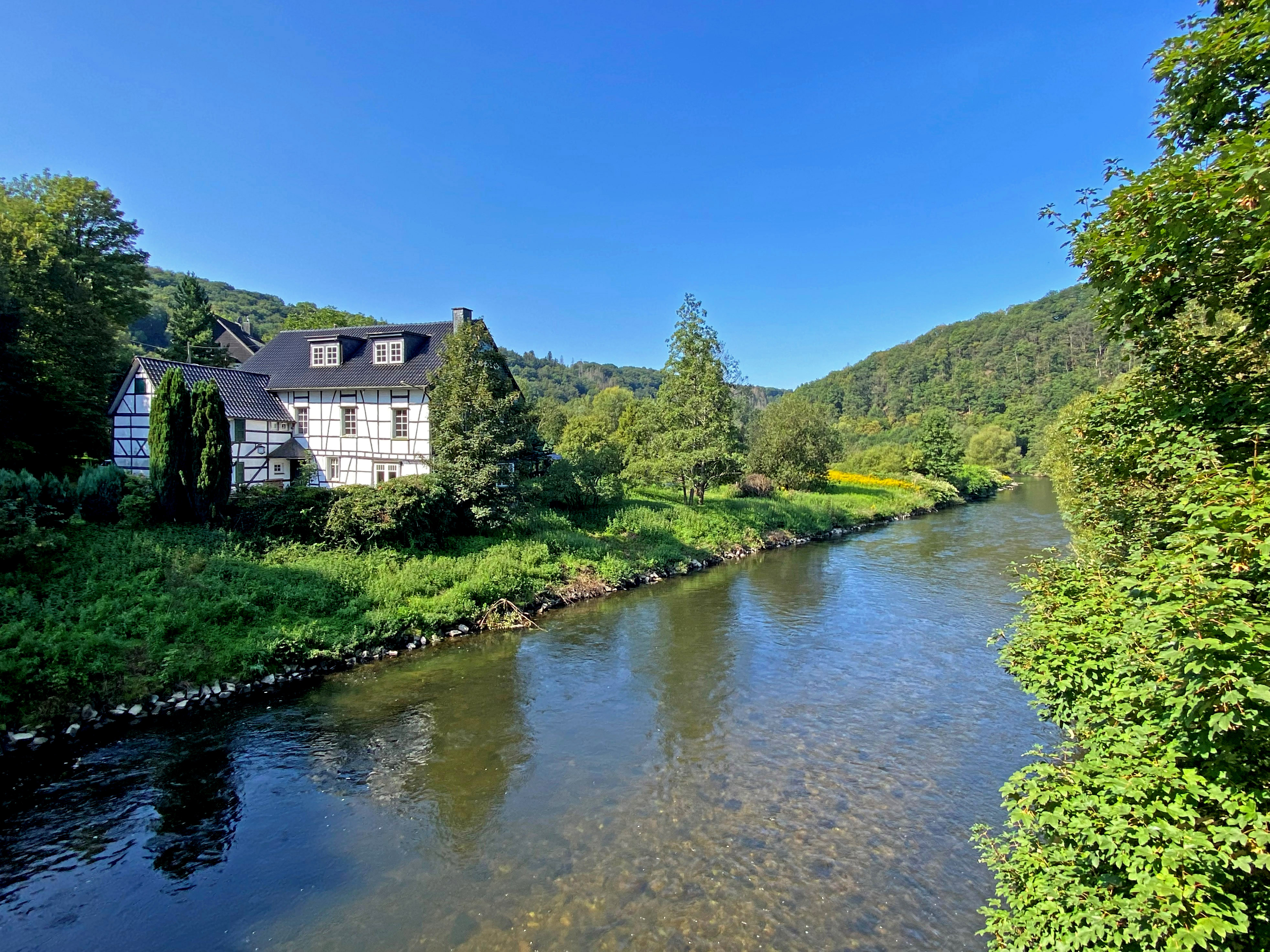
Wupper bei Haus Fähr
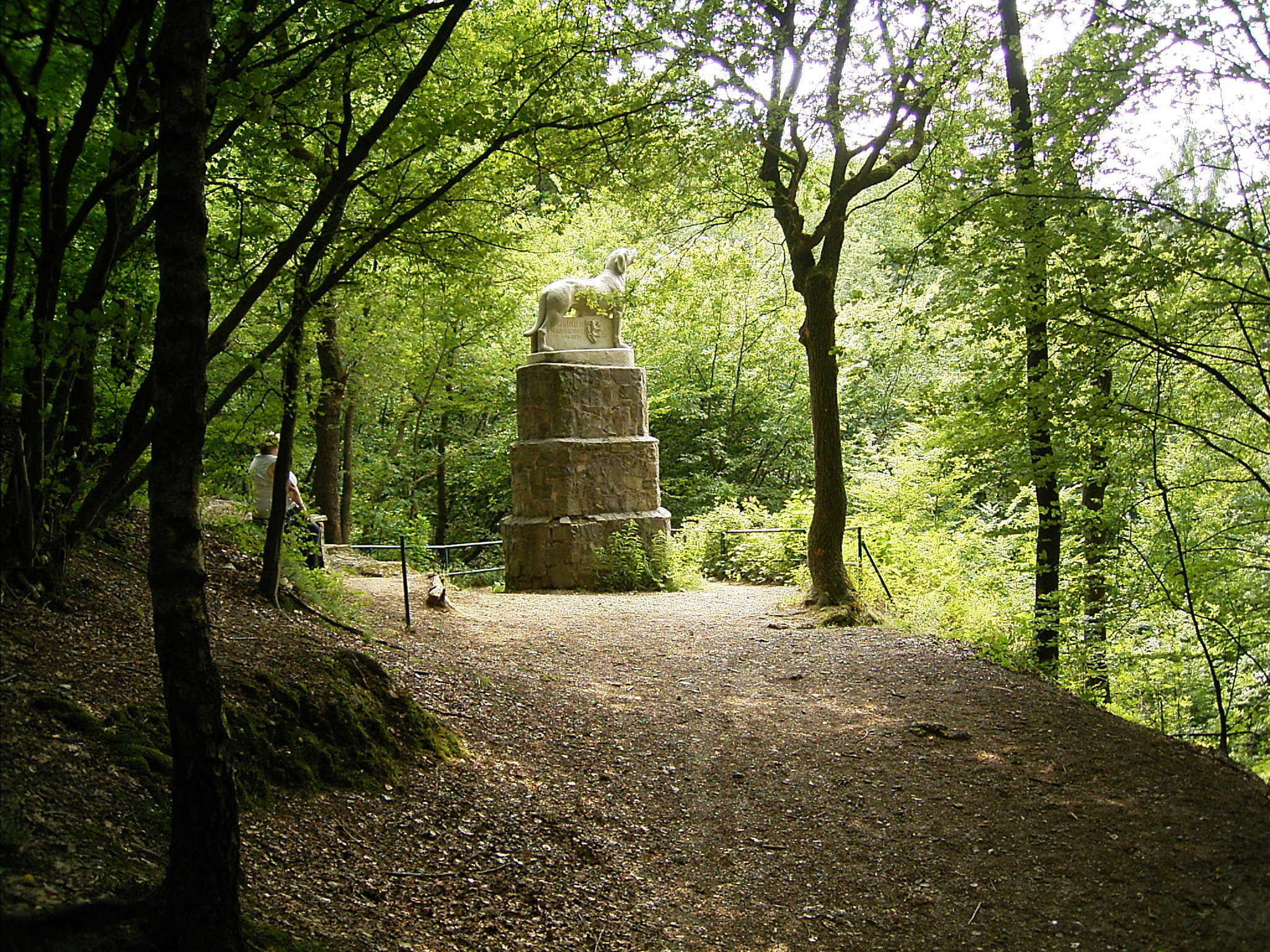
Denkmal Rüdenstein
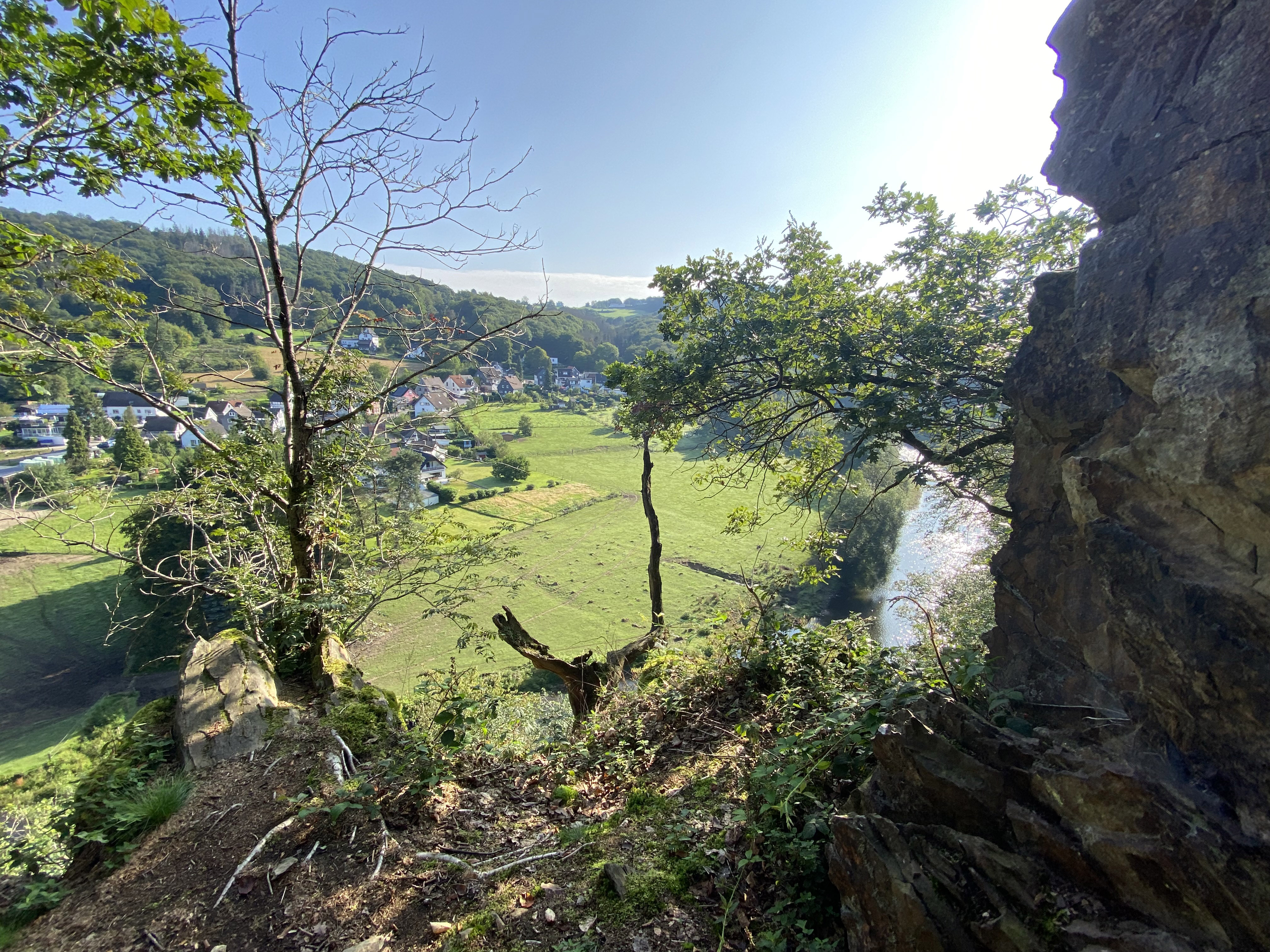
Blick vom Lucas-Weg auf Balkhausen
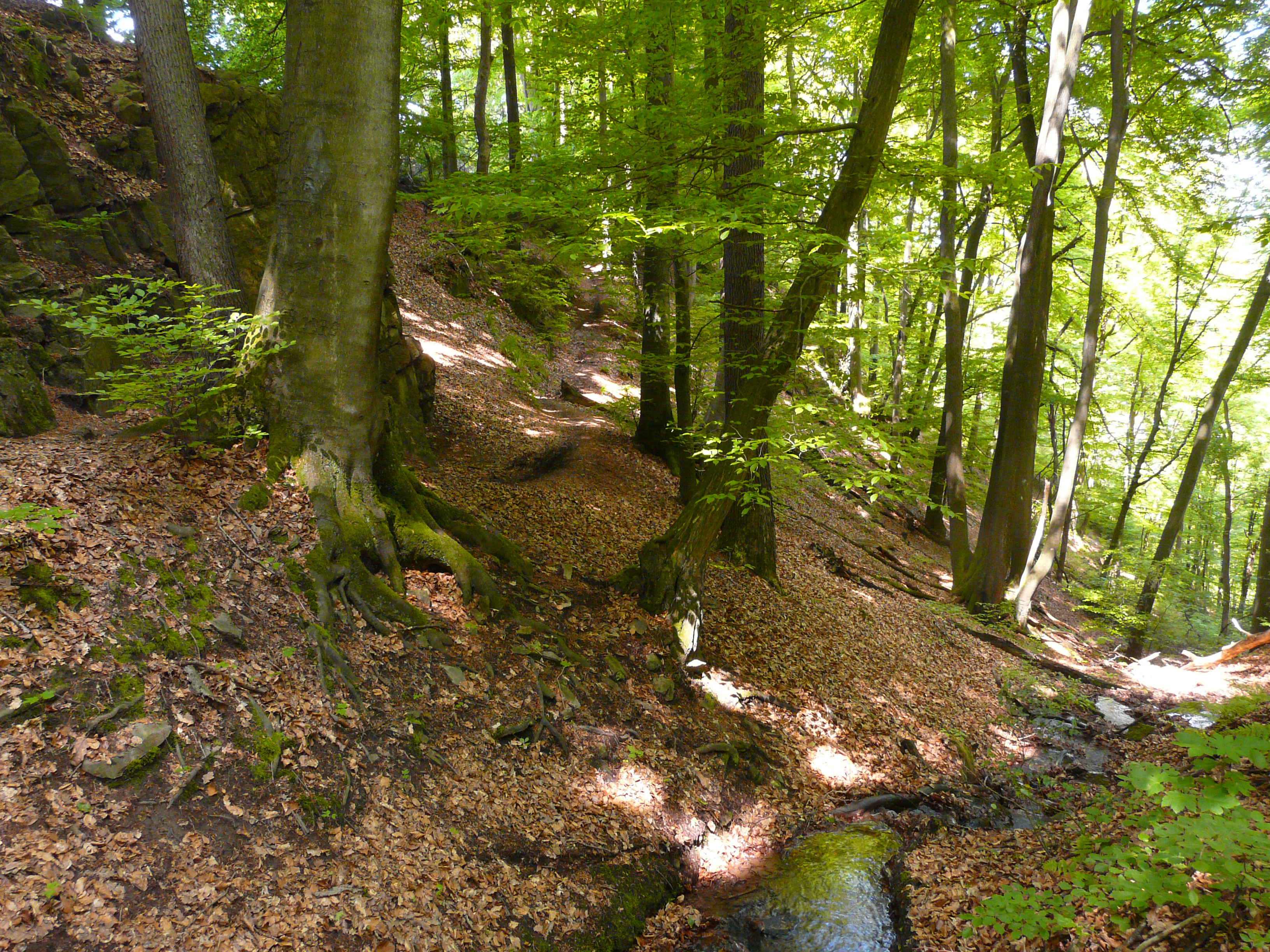
Landrat-Lucas-Weg im Wupperhang
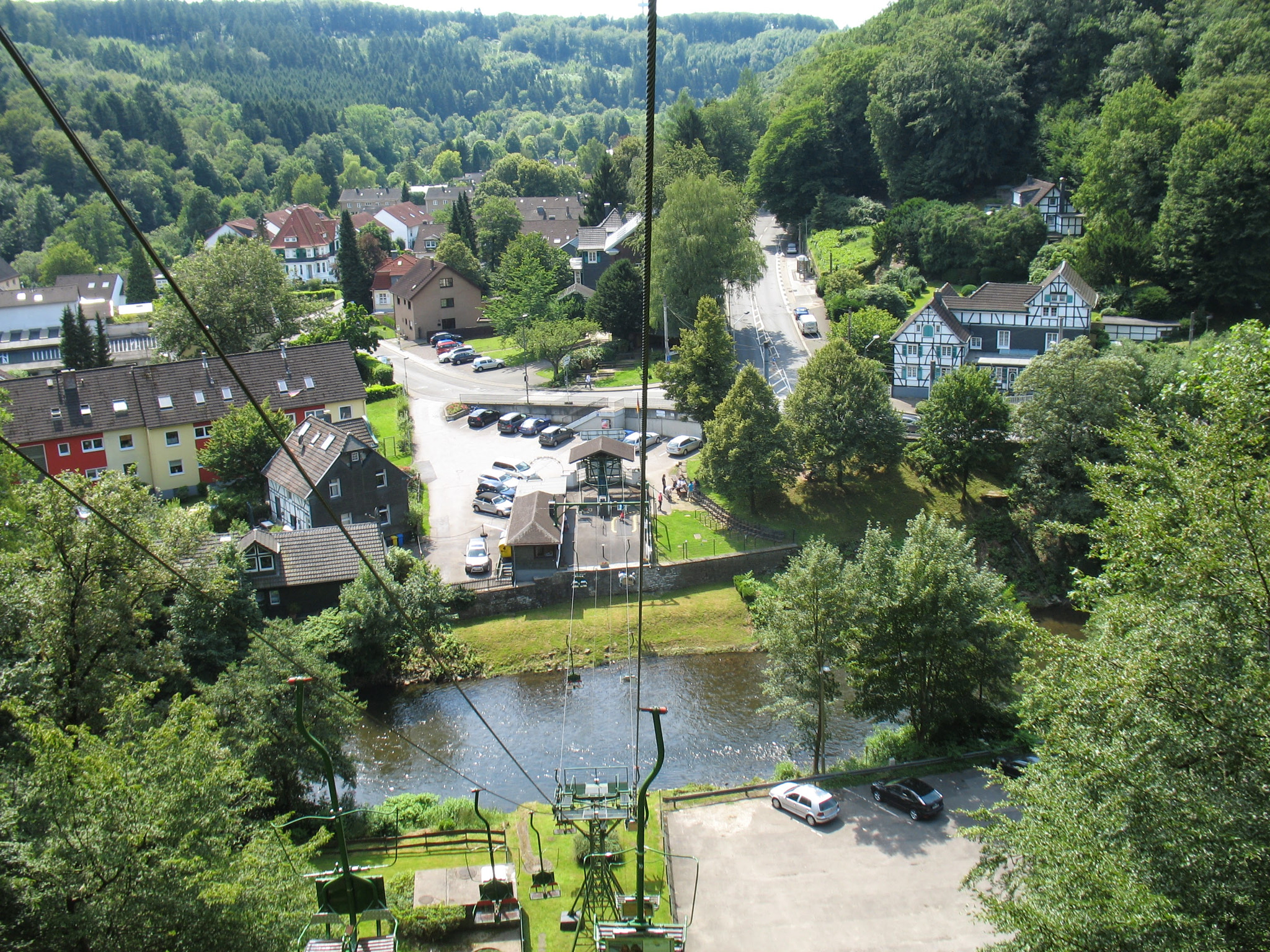
Unterburg mit Seilbahn